# Макарово (Красноярский край)
Макарово — деревня в Дзержинском районе Красноярского края. Входит в состав Шеломковского сельсовета.

## История
Деревня Макарова была основана в 1760 году. По данным 1926 года в деревне имелось 132 хозяйства и проживало 568 человек (272 мужчины и 296 женщин). В национальном составе населения преобладали русские. Функционировала школа I ступени. В административном отношении деревня являлась центром Макаровского сельсовета Рождественского района Канского округа Сибирского края.
В Макарове с 1949 по 1954 годы отбывал ссылку известный венгерский писатель Йожеф Лендел, автор произведений о сталинских лагерях. 

## Население
| 2010 |
| ---- |
| 69   |